# مسعود إبراهيم زاده
مسعود إبراهيم زاده (بالفارسية: مسعود ابراهیم زاده) هو لاعب كرة قدم إيراني محترف يلعب كظهير أيسر لنادي ذوب آهن أصفهان في دوري المحترفين الإيراني.

## روابط خارجية
مسعود إبراهيم زاده على موقع قاعدة بيانات كرة القدم.إي يو (الإنجليزية)
- مسعود إبراهيم زاده على موقع Soccerway.com (الإنجليزية)
- مسعود إبراهيم زاده على موقع عالم كرة القدم.نت (الإنجليزية)